# لینتت هاوزوس
لینتت هاوزوس (زادهٔ ۱۹۸۵) یک نقاش، چاپگر، جواهرساز، نویسنده و بازیگر بومی آمریکایی است. او عضو ثبت‌شده قبیله آپاچی سن کارلوس و از تبار آپاچی چریکاهوا، ناواهو و پبلو تائوس است. هاوزوس در زمینه‌های مختلفی همچون آکریلیک، آبرنگ، رنگ اسپری، جواهرسازی، چاپ سیلک، نویسندگی و بازیگری در تئاتر و فیلم فعالیت می‌کند. او برای نقاشی‌های دیواری خود شناخته شده است و از ترکیب هنر و حمایت اجتماعی برای جلب توجه به شرایط اجتماعی و نابرابری‌ها استفاده می‌کند.

## زندگی‌نامه
لینتت هاوزوس از تبار آپاچی چریکاهوا، ناواهو، و پبلو تائوس است. او دوران کودکی و نوجوانی خود را در آریزونا و نیومکزیکو گذراند. هاوزوس گفته است که جابه‌جایی زیاد و وقت‌گذرانی با خانواده در هر یک از این مکان‌ها به او کمک کرد تا ارتباطی عمیق با تمام جنبه‌های اجدادش پیدا کند و هرکدام از این‌ها بر کار او تأثیرگذار بوده‌اند. هاوزوس از یک خانواده هنری است و تحت تأثیر دایی بزرگ خود، آلن هاوزر، مجسمه‌ساز برجسته قرار گرفته است.
هاوزوس در سال ۲۰۱۶ از دانشگاه هایلندز نیومکزیکو با مدرک کارشناسی در رشته کار اجتماعی فارغ‌التحصیل شد. او همچنین در دانشکده جامعه مرکزی نیومکزیکو در رشته هنرهای تجسمی تحصیل کرده است.

## حرفه

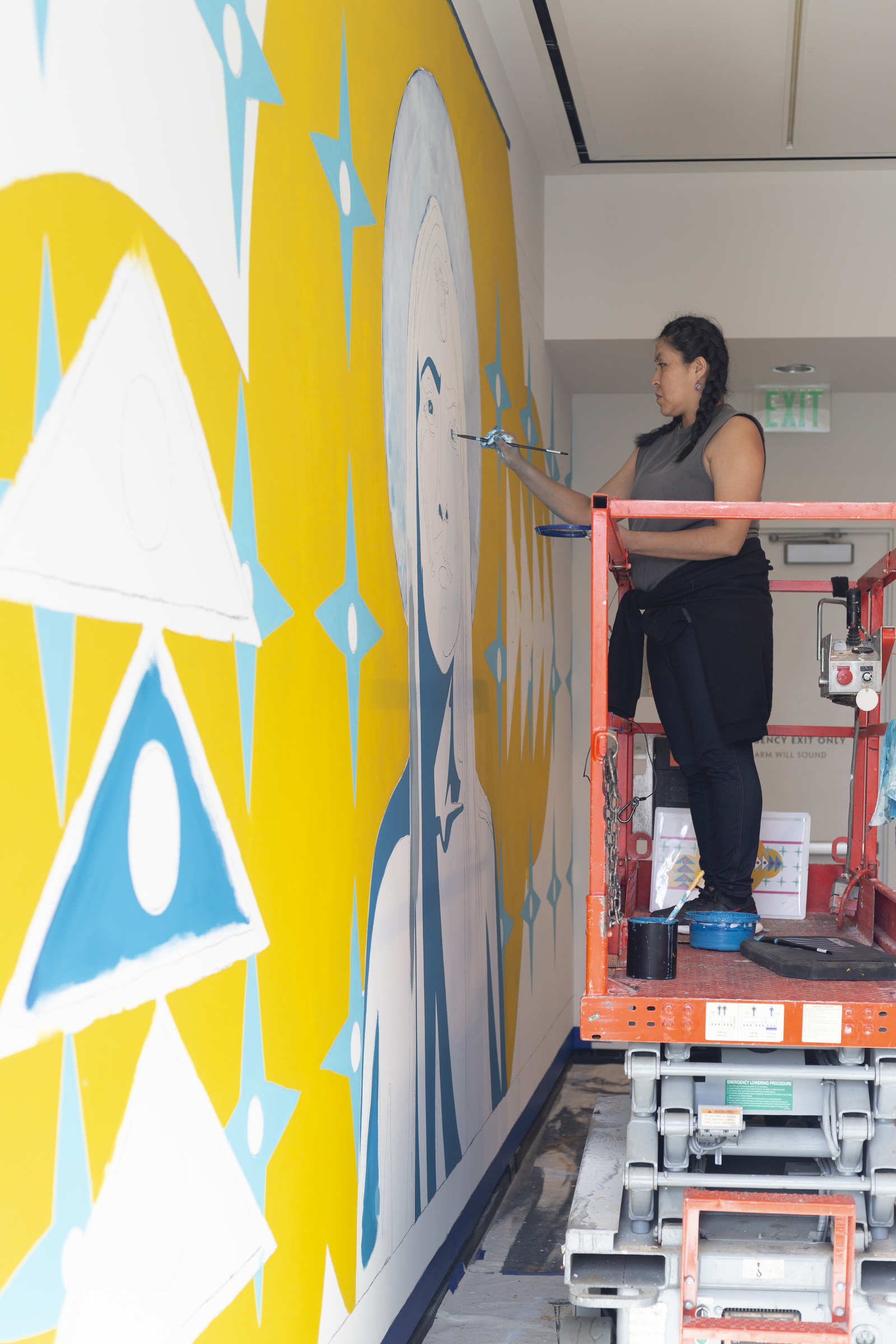
لینتت هاوزوس در حال نقاشی

لینتت هاوزوس یک هنرفعال است که از هنر برای ایجاد تغییرات اجتماعی مثبت و توانمندسازی جوامع استفاده می‌کند. او در بسیاری از زمینه‌ها از جمله نقاشی، جواهرسازی، چاپ سیلک، نویسندگی و بازیگری فعالیت دارد، اما بیشتر به خاطر نقاشی‌های دیواری‌اش شناخته شده است که از ترکیب رنگ اسپری و شابلون‌ها استفاده می‌کند. هاوزوس گفته است: «آنچه که من در نقاشی دیواری دوست دارم این است که این آثار مستقیماً با جامعه صحبت می‌کنند؛ آن‌ها به راحتی در دسترس هستند. شما می‌توانید مستقیماً با مردم در مورد این مسائل اجتماعی که بر زندگی آن‌ها در محله‌ها و جوامع‌شان تأثیر می‌گذارد صحبت کنید.»
در سال ۲۰۲۰، نصب هنری رسانه‌های ترکیبی لینتت هاوزوس با عنوان «بافت آشتی» در نمایشگاه «آشتی» در موزه هنرهای معاصر بومیان آمریکا (MoCNA) در مؤسسه هنرهای بومی آمریکا به نمایش درآمد. این نمایشگاه توسط هنرمندان بومی آمریکایی و هندو-هیسپانیک توسعه یافت و بر حقیقت، بهبود نژادی و تحول متمرکز بود—که بر اساس وعده آشتی بنا شده بود. نمایشگاه پاسخ به یک سفر چند دهه‌ای بود برای پایان دادن به لا انتراگا، یک جشن محلی سالانه که بازسازی تصرف مجدد نیومکزیکو توسط امپراتوری اسپانیا در سال ۱۶۹۲ را به تصویر می‌کشید. نصب هنری هاوزوس از طناب‌ها برای نشان دادن تروماهای گذشته و وعده آینده آشتی استفاده کرده است. گره‌های این طناب‌ها یادآور گره‌هایی بودند که توسط دوندگان پوبلو برای ارتباط برقرار کردن و نشان‌گذاری زمان در جریان شورش پوبلو در سال ۱۶۸۰ استفاده می‌شد. در پایه نصب هنری هاوزوس، سنگ‌هایی از جوامع مختلف منطقه طناب‌ها را تثبیت کرده بودند.
نصب هنری اول لینتت هاوزوس خارج از نیومکزیکو توسط موزه هنر پورتلند به عنوان بخشی از نمایشگاه مِش سفارش داده شد. نمایشگاه مِش در سال ۲۰۲۱ آثار چهار هنرمند بومی آمریکایی را به نمایش گذاشت که آثار چندرشته‌ای آن‌ها به مسائل اجتماعی از جمله مبارزه مداوم علیه بی‌عدالتی نژادی و درگیری‌ها بر سر حقوق زمین‌های بومی پرداخته بود. این نمایشگاه فرهنگ بومی آمریکا را برجسته کرد و به بینندگان یادآوری کرد که هنر شکلی اساسی از فعالیت اجتماعی است. نقاشی دیواری هاوزوس با عنوان «ماتریاتی» یا احیای حضور و قدرت زنان بومی در یک فضای استعماری را مجدد اعلام می‌کند.
در سال ۲۰۲۳، نقاشی دیواری «دانه‌های تغییر» هاوزوس از میان آثار هنرمندان انتخاب شد تا جشن صدسالگی موزه هاروود در تاوس، نیومکزیکو را نمایندگی کند. این نقاشی دیواری هشت فوت ارتفاع و ۱۰ فوت عرض دارد و یک نوزاد و سه زن جوان از قوم تاوس پوبلو را به تصویر می‌کشد. هاوزوس دربارهٔ این اثر هنری گفته است: «من دوست دارم پرتره‌هایی از مردم بومی در حال و هوای امروزشان بکشم، در حالی که هم در دنیای مدرن زندگی می‌کنند و هم سنت‌های هزار ساله خود را حفظ می‌کنند.»